# 自画像 (ラファエロ)

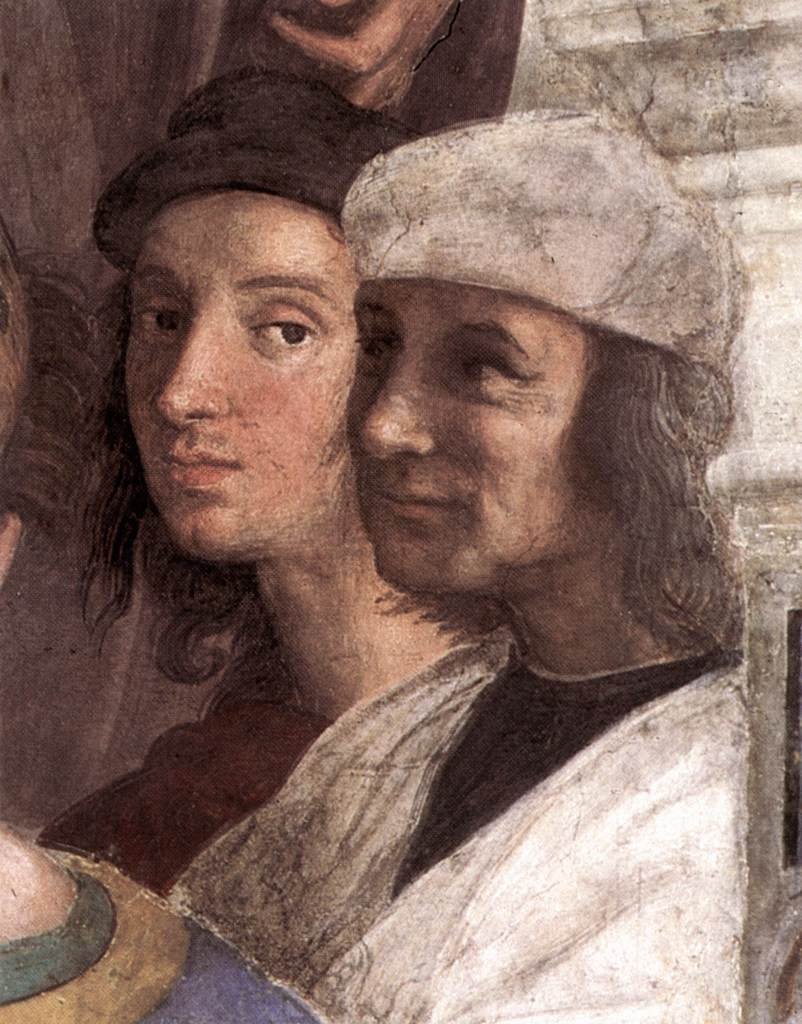
1509年から1511年にかけて制作された『アテナイの学堂』におけるラファエロの自画像。

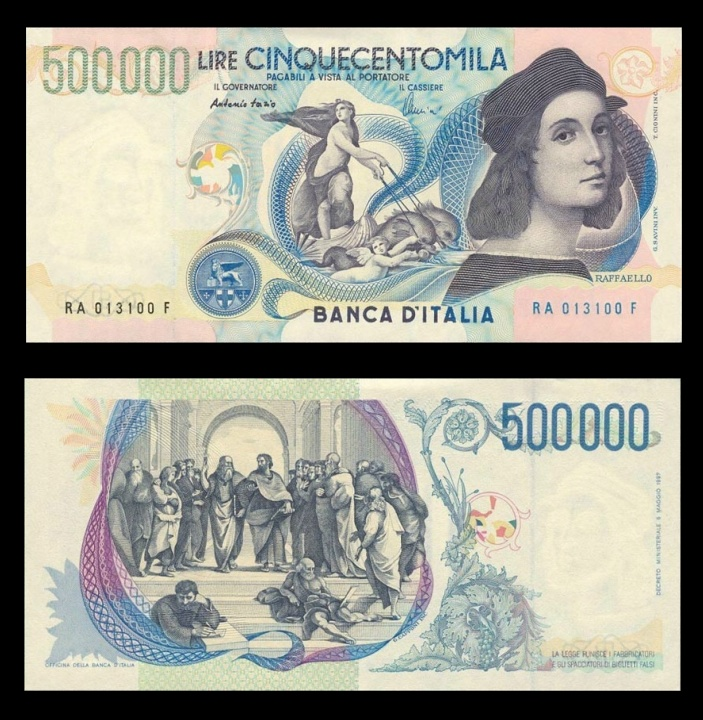
ラファエロの『自画像』は1997年から2001年に発行された50万リラ紙幣に採用された。50万リラ紙幣はイタリア紙幣の最高額で唯一の紙幣。

『自画像』（伊: Autoritratto, 英: Self portrait）は、盛期ルネサンスのイタリアの巨匠ラファエロ・サンツィオが1506年頃に制作した絵画。テンペラ画。ウルビーノ公爵のコレクションに由来し、その後メディチ家のコレクションに加わった。制作経緯は明らかではない。制作年代はラファエロのフィレンツェ時代の初期にあたるが、この時期、ラファエロは何度かウルビーノに帰郷しており、そのときに画家の親族かあるいはウルビーノの宮廷を代表する人物に宛てて制作されたと考えられている。保存状態は悪く、おそらく未完成である。現在はフィレンツェのウフィツィ美術館に所蔵されている。

## 作品
長い栗毛色の髪と暗い瞳を持つ青年が4分の3正面像で描かれている。青年は暗い色のベレー帽とローブを身に着けている。ローブの下にはしわの寄った白いシャツがかろうじて見える。青年の髪型とカットは、ルネサンス期の宮廷のペイジ（小姓）の典型であり、暗い帽子とローブは当時の画家たちが使用した作業服である。実際にこの服装はラファエロの修行時代の師であるペルジーノやあるいはロレンツォ・ディ・クレディなど、当時の多くの画家の肖像画で見ることができる。青年はそれを着ることで、自身の職業が画家であることをほのめかしている。
ラファエロの青年時代の自画像はローマ教皇ユリウス2世によって委託され、1509年から1511年の間に描かれた、ヴァチカン宮殿の「署名の間」（Stanza della Segnatura）にある『アテナイの学堂』（Scuola di Atene）のフレスコ画の自画像が知られている。そこではラファエロは前景右端のプロトゲネスの隣で、古代ギリシアの画家として名高いアペレスに扮した姿で描かれており、「若く、非常につつましやかな外見で、頭に黒いベレー帽を被った感じのいい、好ましい優美さを備えている」。2つの肖像画は著しく類似しており、テンペラ画とフレスコ画という違いはあるが、どちらも同一の表現と特徴で描かれている。この『アテナイの学堂』の自画像との比較から、本作品は画家本人の自画像として認められている。したがって本作品がラファエロを描いたものであることについては疑問視されていないが、制作者がラファエロ本人であるかどうかについては疑問視されていた。
1983年、ラファエロ生誕500周年を記念してピッティ宮殿で開催された展覧会にあたり、『自画像』の科学的調査が行われた。赤外線リフレクトグラフィーによる調査は絵画層の下に描かれた若い時代の肖像画と同様の丹念な準備素描と、色彩の適用、加えて光沢のある半透明の釉薬を下塗りされた背景に適用することによって絵画を構築する洗練された技術を明らかにした。これらの要素はヨース・ファン・ヘントやペドロ・ベルゲテといった北方ルネサンスの画家たちが滞在した、ウルビーノの宮廷で非常に人気があった同時代のフランドル絵画へのラファエロの関心を裏付けている。
一方、懐疑的な説としては、『アテナイの学堂』における自画像を反転させた複製とする見解もある。

## 来歴
本作品の最古の記録は1631年にウルビーノからフィレンツェに宛てて送られた数点の絵画に関する「覚書」である。本作品はこの中でラファエロの自画像であると記録されている。その数年後、ウルビーノ公爵家の最後の相続人であるヴィットーリア・デッラ・ローヴェレは、幼少期に婚約した従兄弟のトスカーナ大公フェルディナンド2世・デ・メディチと結婚し、一族のコレクションの傑作を持参金としてフィレンツェに持ち込んだ。絵画がラファエロの自画像として枢機卿レオポルド・デ・メディチのコレクションに記録されたのはそれから30年後のことである（1663年-1667年）。自画像がレオポルドのコレクションに加わった経緯は明らかではない。一説によると、ローマのアカデミア・ディ・サン・ルカの高位聖職者によって購入されたとされるが、より合理的な説としてヴィットーリアからの贈物であったことが考えられる。

## ヴァリアント
近年、新たにラファエロの肖像画の存在が知られるようになり、ラファエロの自画像ではないかと言われている。もともとフィレンツェのリッチス家（Riccis）が所有していた絵画で、1885年に初めてその存在が知られた。のちに作家のニコラ・リージに注目され、美術史家マリオ・サルミによってラファエロに帰属された。1984年、美術史家のジャン・ロレンツォ・メリーニ（Gian Lorenzo Mellini）は、新しい自画像に関する研究を発表した。この研究は美術界の関心を集め、ウフィツィ美術館の展覧会で2つの肖像画を展示する計画もあった（実現せず）。2011年にイタリアで出版されたピエルフランコ・ブルーニ（Pierfranco Bruni）の著書『Raffaello Universale』では新しい自画像が掲載されている。

## 備考
ラファエロの『自画像』は2002年のユーロ導入前のイタリアで、1997年から2001年にかけて発行された50万リラ紙幣に『ガラテイアの勝利』（Trionfo di Galatea）や『アテナイの学堂』とともに採用された。50万リラ紙幣はイタリア紙幣の最高額であり、2002年のユーロ導入によって唯一の紙幣となった。

## ギャラリー
以下は『自画像』の額縁と、2016年のプーシキン美術館におけるラファエロ展での展示風景。

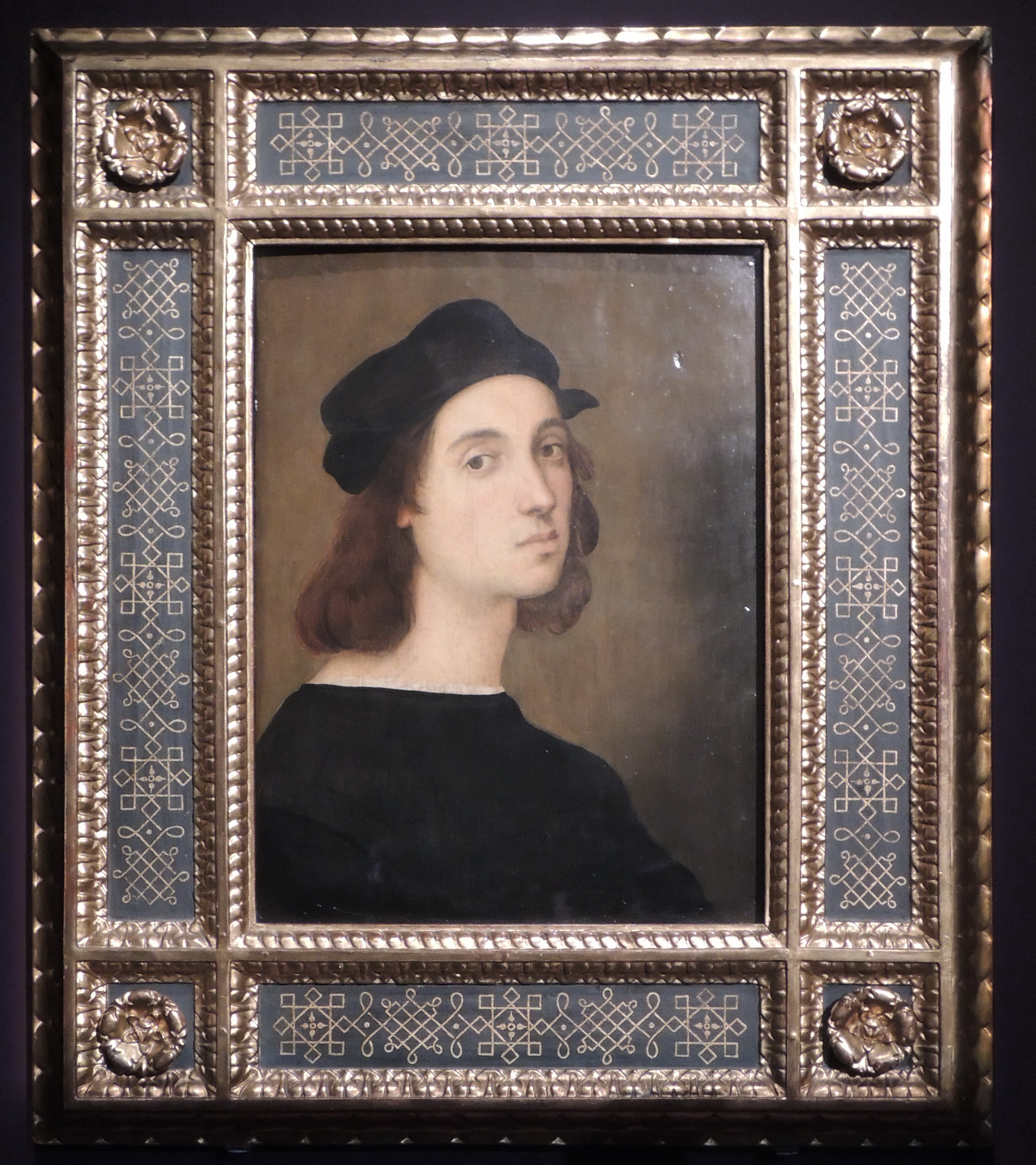
額縁
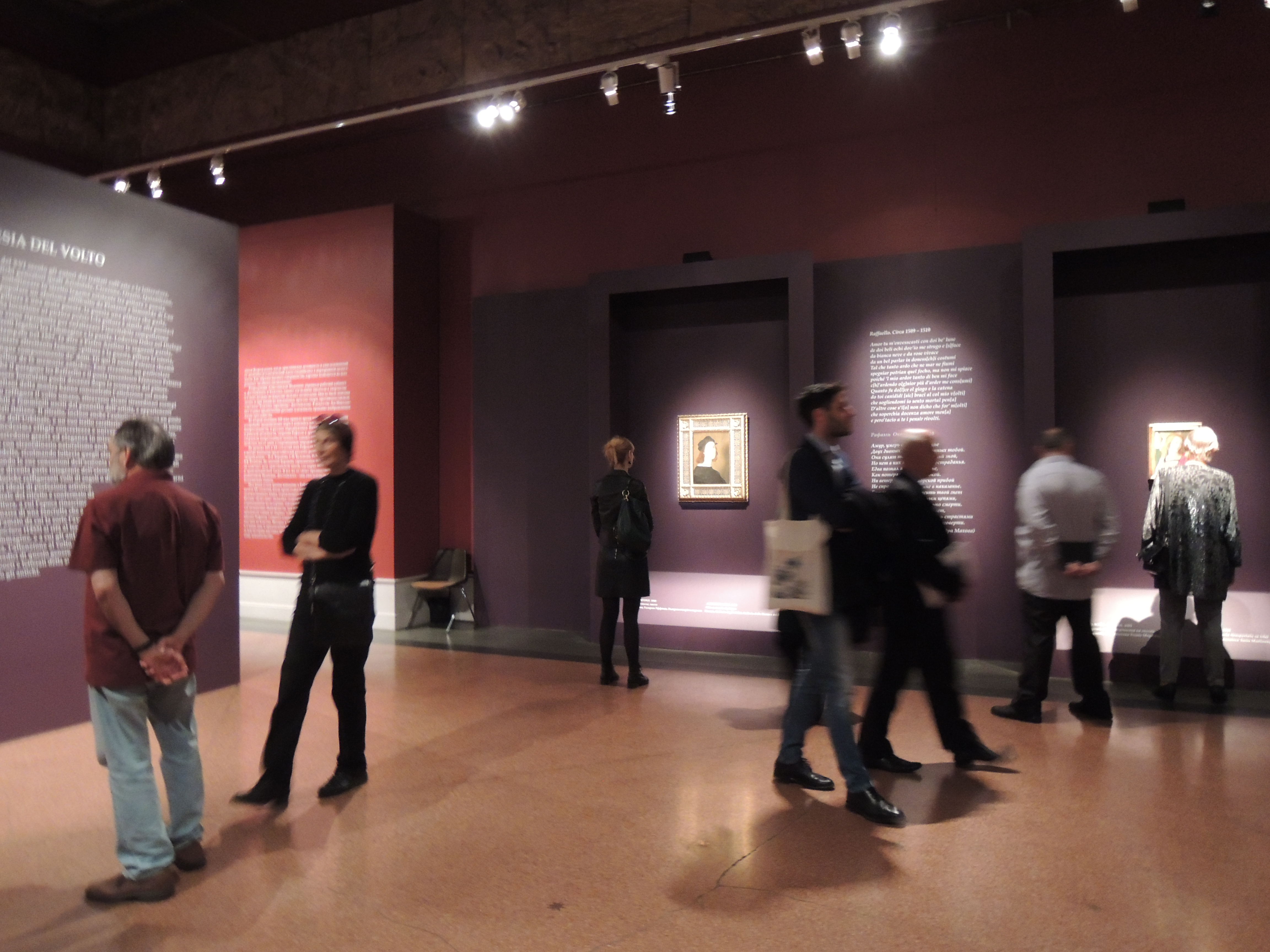
展示風景
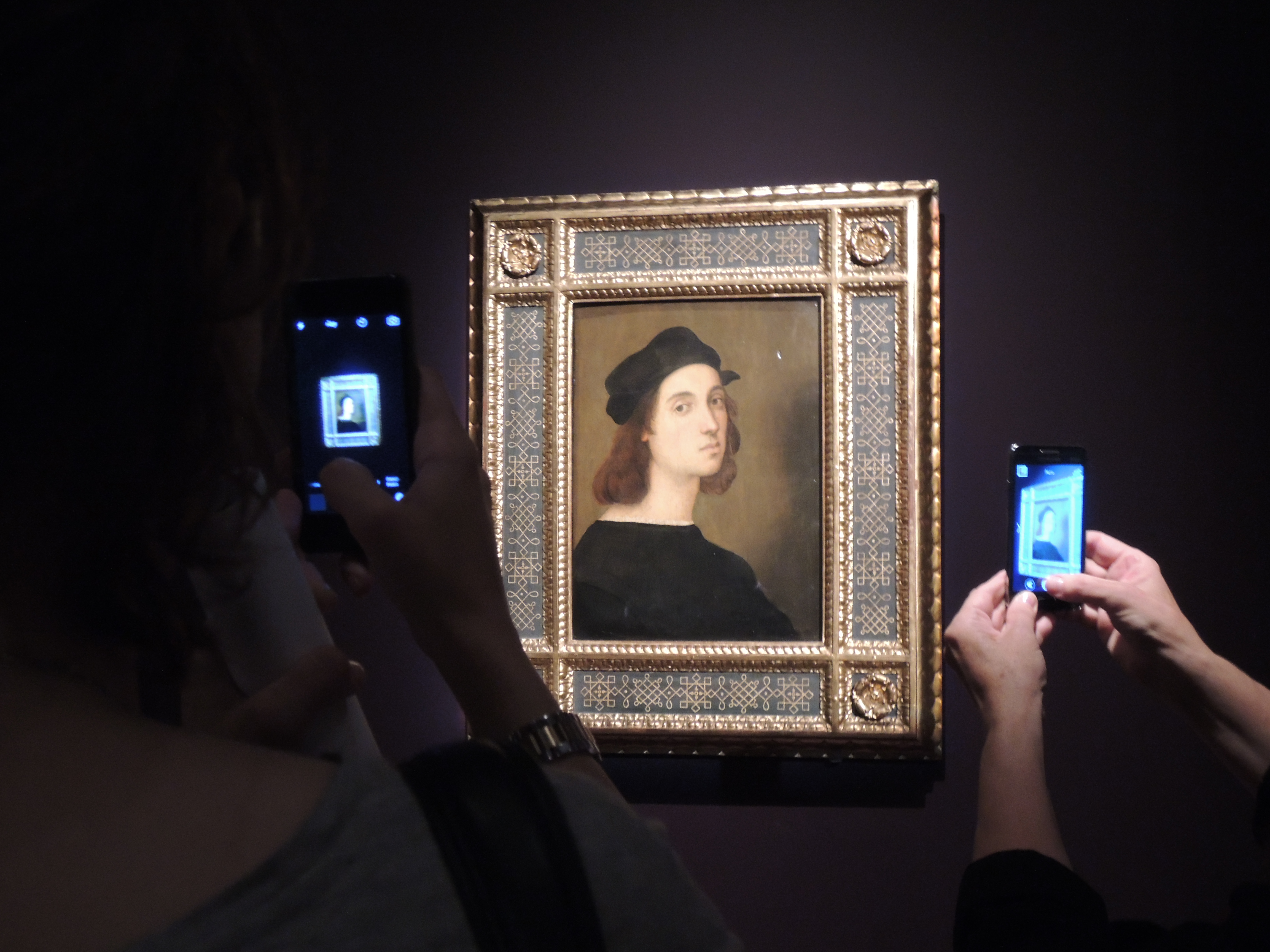
展示風景